# Steven Bonnar
Steven Bonnar (né le 27 août 1981) est un homme politique du parti national écossais qui est député de Coatbridge, Chryston et Bellshill de 2019 à 2024.
Élevé dans le North Lanarkshire, Bonnar est conseiller SNP dans le quartier Thorniewood du North Lanarkshire de 2015 à 2020. Il bat le député travailliste sortant Hugh Gaffney aux élections générales de 2019.

## Jeunesse
Bonnar grandit à Viewpark, dans le North Lanarkshire, et fait ses études au St Gabriel's Primary Viewpark et au Cardinal Newman High School, à Bellshill. Il est employé comme agent de sécurité par British Home Stores, John Lewis & Partners et Debenhams Ireland.

## Carrière politique
À la suite du référendum sur l'indépendance écossaise de 2014, Bonnar décide de se présenter comme conseiller dans son quartier local de Thorniewood. L'ancien conseiller du SNP, Duncan McShannon, est tombé malade et a dû quitter son siège après plusieurs mois de maladie. Le 9 juillet 2015, Bonnar remporte l'élection partielle et siège conseiller du quartier de Thorniewood pour le North Lanarkshire Council. Le 4 mai 2017, Bonnar est réélu .
Bonnar se présente aux élections du Parti national écossais pour devenir député de Coatbridge, Chryston et Bellshill aux élections générales de 2019. Il est le troisième député différent en un peu plus de quatre ans à représenter la circonscription, prenant le siège du député travailliste sortant Hugh Gaffney. Bonnar obtient 22 680 voix, avec une majorité de 5 624 contre 17 056 voix pour Gaffney. Le siège est l'un des six sièges en Écosse remportés sur le Parti travailliste par le SNP lors de l'élection. Lorsqu'il prête serment à la Chambre des communes, il croise les doigts pour protester contre l'obligation d'affirmer son allégeance à la monarchie. En février 2020, Bonnar démissionne de son poste de conseiller au conseil du North Lanarkshire pour permettre la convocation d'une élection partielle à Thorniewood en mai 2020. Cependant, en raison de la pandémie COVID-19, elle est retardée jusqu'en mars 2021.